# Els fills d'en Hurin
Els fills d'en Hurin (original en anglès: The Children of Húrin) és una història de J. R. R. Tolkien, editada i publicada pel seu fill Christopher Tolkien a partir de les versions i revisions inacabades que deixà el seu pare de la història original, tot unificant material de diverses fonts i conferint-li format de novel·la. La versió en anglès amb il·lustracions d'Alan Leeva sortir a la llum el 17 d'abril de 2007, la traducció catalana el 2010.
S'hi narren les proeses i desventures d'Hurin, un heroi de la Primera Edat de la raça dels homes al que Mórgoth llançà una maledicció, que dugué efectes nefastos a ell i els seus fills Turin i Nienor. El fills d'en Húrin és una història tràgica, amb un to i una trama notablement més pessimistes que a altres obres del mateix autor com El Hòbbit o El Senyor dels Anells.

## Composició i edició
Tolkien va començar a treballar en la història el 1918. Durant molts anys en va reescriure successives versions i provar diferents aproximacions i estils. Alguns d'aquests escrits ja havien vist la llum anteriorment: la base del capítol XXI d'El Silmaríl·lion és una versió simplificada d'aquesta història, on es narra el conte contextualitzant-lo en el marc de les guerres de Beleriand. També es pot trobar una altra versió als Contes inacabats sota el títol de Narn i Chîn Hurin, i d'altres versions més reduïdes entre els diferents volums de la Història de la Terra Mitjana, entre les quals algunes en vers.
Genèricament, la història d'en Turin és anomenada Narn (de Narn i Chîn Hurin o Narn i Hin Hurin, segons les fonts) i és una de les tres Grans Històries dels Dies de l'Antigor. Cap d'aquestes narracions havien estat acabades per Tolkien. L'obra publicada consisteix en una síntesi de totes les fonts, i alguns textos no publicats, a cura de Christopher Tolkien.
A part, en l'edició hi ha una introducció del fill com a contextualització de la Terra Mitjana als Dies de l'Antigor i una Nota preliminar sobre la pronunciació dels noms. Al final hi trobem uns arbres genealògics (d'en Hàdor i na Hàleth, d'en Bëor i dels Nóldor). A part hi ha dos apèndixs sobre l'evolució del Narn i de com el va escriure Tolkien. Finalment hi ha una llista de noms. També ha redibuixat el mapa del seu pare de les terres de Beleríand i l'esquema que havia dibuixat per als Contes inacabats dels passos del Tèiglin.

## Sinopsi
Durant la Primera Edat del Sol, uns 6.500 anys abans dels fets descrits a El Senyor dels Anells, el líder dels edain del regne de Dor-lómin deixa la seva dona embarassada i el seu fill Turin per unir-se a l'exèrcit dels senyors dels elfs decidits a derrocar el senyor fosc Mórgoth. En la desastrosa batalla que segueix, la Nirnaeth Arnoediad (les llàgrimes incomptables). Els elfs són derrotats i Hurin fet presoner.
El captiu Hurin encara es mostra desafiant, i per això Mórgoth el condemna a restar encadenat en una cadira des d'on podrà veure totes les desgràcies que passen a la seva família, sobre la qual llença una maledicció.
Mentrestant l'esposa d'Hurin, Morwen, tem per la vida del seu fill en veure que els orientalencs servents de Mórgoth comencen a ocupar Dor-lómin. Per això, envia Turin a refugiar-se al reialme de Dòriath. Poc després Morwen dona llum a una filla, Nienor.
A Dòriath, sota la tutela del Rei Thíngol, Turin es converteix en un guerrer poderós. Un dels membres de la cort, l'envejós Saeros, s'enfronta a Turin i li para una trampa que provoca la seva ira. Fugint de Turin, Saeros cau per un precipici i mor.
Tement el càstig de Thíngol, Turin fuig de Dòriath i es refugia a la selvatjor, on s'uneix a un grup de bandits. De mica en mica va prenent el lideratge de la banda i enfoca els atacs cap al Senyor Fosc. La banda acaba sent traïda per un nan mesquí, Mîm.
Després de la mort de tot el seu grup de bandits, Turin s'escapa fins al regne de Nargòthrond, on es guanya el favor del rei Oròdreth i esdevé el comandant de l'exèrcit. Però l'estada de Turin a Nargòthrond és breu, ja que poc després arriba un exèrcit de Mórgoth liderat pel drac Glàurung que venç els elfs al pla de Tumhalad, on mor Oròdreth, i saqueja la fortalesa. Enmig de la confusió, Glàurung enganya en Turin convencent-lo de tornar a Dor-lómin per buscar la seva mare i germana, quan en realitat ja han abandonat Dor-lómin i s'han refugiat a Dòriath.
A Dor-lómin, Turin troba la seva terra natal ocupada pels orientalencs, que l'obliguen a fugir un altre cop. Arriba a la terra de Brèthil, on s'uneix amb la gent de la Casa de Na Hàleth en la seva lluita contra Mórgoth. Allí es fa anomenar Turàmbar: "Senyor del Fat".
En assabentar-se de la caiguda de Nargòthrond, Morwen i Nienor van dirigir-s'hi amb l'esperança de trobar Turin. Morwen es va perdre, i Nienor va trobar-se cara a cara amb Glàurung, el drac, que l'encantà fent-li perdre la memòria.
Patrullant els boscos, Turàmbar va trobar Nienor perduda, i no la va reconèixer com a germana. Li va dir Níniel ("Donzella de les llàgrimes"), i se la va endur amb la gent de Na Hàleth. Es van enamorar i es van casar.
Aleshores, el drac Glàurung va llançar un atac a Brèthil. Turin va matar el drac amb la seva espasa negra, però va quedar tan ferit que caigué inconscient. Amb les seves últimes paraules, Glàurung va desfer l'encanteri i Níniel va recordar qui era i que Turin era el seu germà. Horroritzada i creient que Turin era mort, es va suïcidar llançant-se al daltabaix d'un cingle caient a les aigües del Riu Teiglin.
Quan Turin es va despertar i se li va explicar què havia passat, es va travessar amb l'espasa.